# Universitat de Southampton
La Universitat de Southampton (abreujada com a Soton en lletres postnominals) és una universitat pública de recerca que es troba a Southampton, Anglaterra. Southampton és membre fundador del Russell Group d'universitats intensives en recerca al Regne Unit i es troba entre les 100 millors universitats del món.
La universitat té set campus. El campus principal es troba a la zona de Highfield de Southampton i es complementa amb altres quatre campus dins de la ciutat: Avenue Campus que allotja l'Escola d'Humanitats, el National Oceanography Center que allotja cursos en Ocean and Earth Sciences, el Southampton General Hospital que ofereix cursos de Medicina i ciències de la salut i el campus de Boldrewood que allotja un campus d'enginyeria i tecnologia marítima i el Lloyd's Register. A més, la universitat gestiona una escola d'art amb seu a Winchester i una sucursal internacional a Malàisia, que ofereix cursos d'enginyeria. Cada campus està equipat amb la seva pròpia biblioteca. Els ingressos anuals de la institució per al període 2021-2022 van ser de 666,8 milions de lliures esterlines, dels quals 114 milions de lliures eren de subvencions i contractes de recerca, amb una despesa de 733,7 milions de lliures.
La Universitat compta actualment amb 14.705 estudiants de grau i 7.960 estudiants de postgrau. La universitat posseeix i gestiona un camp esportiu per a l'ús dels estudiants i també opera un centre esportiu al campus principal.